# Ода западном ветру
„Ода западном ветру“ (енгл. Ode to the West Wind) ода је коју је написао Перси Биш Шели 1819. године близу Фиренце, у Италији. Изворно је објављена 1820. године од стране Чарлса и Едмунда Олијера у Лондону као део збирке Ослобођени Прометеј, Лирска драма у четири дела, са другим поемама. Неки тумаче песму као исказ говорника који жали због своје немогућности да директно помогне онима у Енглеској због тога што се налази у Италији. У исто време, поема изражава наду да ће његове речи испирисати и утицати на оне који је читају или је чују. Више од свега другог, Шели је можда желео да се прошири његова порука о реформи и револуцији, па ветар постаје мотив за ширење речи о промени кроз фигуру песника-пророка. Неки такође верују да је поема написана као одговор на губитак његовог сина Вилијама (рођеном у вези са Мери Шели) 1819. године. Поема говори у алегоријама о улози песника као гласа промене и револуције. У време стварања песме, Шели је без сумње имао на уму Питерлу масакр августа 1819. године. Његове друге песме написане у исто време – Маска анархије, Ослобођени Прометеј и „Енглеска 1819. године“ – разматрају ове исте теме политичке промене, револуције и улоге песника. 

## Структура
Поема „Ода западном ветру“ се састоји од пет одељака написаних у терцинама. Сваки одељак се састоји од четири терцета (АБА, БЦБ, ЦДЦ, ДЕД) и куплета са римом ЕЕ. Ода је написана у јампском пентаметру.
Прва три одељка поеме описују ефекат ветра на земљу, ваздух и океан. У последња два одељка, песник говори директно ветру, молећи га за његову моћ, да га подигне и учини га његовим сапутником у својим лутањима. Поема се завршава оптимистичним запажањем да пролеће, ако су зимски дани овде, не може бити много далеко.

## Тумачење песме
Поема се може поделити на два дела: прва три дела су о одликама ветра, а сваки се завршава уз повик "Оx, чуј!".Последња два дела описују однос између ветра и говорника.

### Први део
Прва строфа почиње алитерацијом „дивљи западни ветре“ (стих 1). Начин коришћења апострофа чини ветар персонификованим. Међутим, не сме се мислити о овој оди као о оптимистичном хваљењу ветра; јасно је да је она повезана са јесени. Првих неколико редова садрже злогласне елементе, као што су "лишће разгониш свело" (2), а аспект смрти је означен инверзијом која ставља "свело" (2) на крај стиха. Ови листови прогањају као "дуси" (3) који беже од нечега што их чини усплахиреним.„О  ти“ (6) је друго лице једнине.  „У гробу лежи своме" (8) у следећем стиху је у супротности са „сестра твоја, азурно Премалеће" (9) – што је референца на источни ветар, који „мирисом испуни до, обиљем живих боја“(12), а којом се изражава снажна супротност у односу на боје из четвртог стиха песме, које подсећају на смрт. У последњем стиху овог дела западни  ветар је означен као „онај који руши“ (14), зато што односи последње знаке живота дрвећа, и као онај који „ствара“ (14), због разношења семена које ће оживети у пролеће.

### Други део
Други део је много грациознији од првог.„Облаци што вијоре“ (15) су „ко труло лишће с гране“ (16). Они се односе на други стих првог дела („лишће свело“). Такође их има доста, као и свелих листова. Кроз ову референцу поново се враћамо на приказ пејзажа.  „Облаци“ (16) се „вијоре у немирној висини“ (17). Ово се вероватно односи на чињеницу да се линија између неба и олујног мора не разазнаје и да је читав простор од хоризонта до зенита прекривен тмурним олујним облацима. „Облаци“ (16) иду „све до врха неба где светла врхунац славе“ (23). По  библијском тумачењу, облаци могу бити гласници који доносе поруку са неба на земљу кроз кишу и муње. Ова два природна феномена својим оплођавањем земље и блиставом снагом доносе промене. Стих 21 почиње са „неке Менаде бесне“ и западни ветар поново постаје део другог дела песме. Он овде представља две ствари одједном: прво, он је“нарицаљко године што већ се близи крају“ (24), и друго, он је "пророк немира чије је предвиђање одлучујуће", пророк који не доноси само ствари као што су „град, ватра, киша црна“ (28) већ ће они да „започну да се роје“ (27). Шели такође помиње да се чини како западни ветар, када дува, пева погребну песму о години која се завршава, и да је небо покривено куполом облака која личи на "гроб", тј. гробницу или гроб за годину која умире, тачније годину која се завршава. Шели у овом део  „проширује свој видик са земаљске сцене, са лишћа испред себе ка висинама где ће се ухватити у коштац са великом гужвом неба“. То значи да ветар више није на хоризонту и негде далеко, него је  тачно изнад нас. Облаци сада одражавају слику вијорења листова; ово је паралелизам који пружа доказе да смо пажњу усмерили „од нашег света у васиону“.  "Облаци" се такође могу упоређивати са листовима; али облаци су нестабилнији и већи од листова и могу се посматрати као гласници киша и муња, како је горе поменуто.

### Трећи део
Овај део се односи на ефекат западног ветра у води. Питање које се намеће на први поглед када се чита трећи део јесте: ко би могао бити субјекат глагола „видети“ (33). Са једне стране, ту је „Средоземље“ (30). Са „Средоземљем“ као субјектом спева, „синтаксички покрет“ је настављен и нема паузе у току песме; речено је да „коју му валом својим уједначеним даје, / кристалних морских струја лагано кривудање, / море што у сну виде, у заливу од Баје, / куле, палате старе, крај острва од лаве“ (30-33). Са друге стране, такође је могуће да се стихови овог спева односе поново на „ветар“. У том случају, глагол који припада „ветру“ као субјекту није „положити“, него претходни стих овог спева, који каже „Ти који Средоземље из летње прену сање... виде“ (29, 33). Али ко год – „Средоземље“ или „ветар“ – „виде“ (33),  питање остаје да ли је град који је неко од њих видео стваран и самим тим одраз у води заправо одраз града који стварно постоји на обали, или је град само илузија. По ономе што је познато о „ветру“ из претходна  два дела,  постаје јасно да је ветар нешто што игра улогу Творца. Да ли ветар ствара реалне ствари или илузије, изгледа да није толико важно. Залив Баја  (на северном делу Напуљског залива) заправо је пун подводних римских рушевина, које су видљиве јер су избиле на површину услед земљотреса). Чини се да трећи део показује, у поређењу са претходним спевовима, прекретницу. Пошто је Шели прихватио смрт и промене у животу у првом и другом део, сада се окреће чежњивом присећању, призива у сећање „алтернативне могућности трансценденције“. Од 26. до 36. стиха он даје слику природе. Али, ако погледамо пажљивије 36. стих, схватићемо да реченица није онаква каквом се чини на први поглед, зато што очигледно значи, „што мирисима слатким сва чула опијају “. Ово показује да идилична слика није оно што се чини да јесте и да ће хармонија засигурно ускоро бити уништена. Неколико стихова касније, Шели изненада прича о „страху“ (41). Ово поново показује утицај западног ветра који најављује промену годишњег доба.

### Четврти део
Док делови од један до три почињу са „Дивљи западни ветре" и „Ти" (1, 29) и очито се обраћају ветру, код четвртог дела долази до промене. Фокус није више на "ветру", већ на наратору који каже „О да сам...“ (43-44). До овог дела поема се чинила веома анонимном и усредсређеном само на ветар и његову силу тако да је аутор песме мање-више заборављен. Пири назива ово "сузбијањем личности" које коначно нестаје у овом делу песме. Постаје све јасније да је оно о чему аутор сада говори он сам. Да ово мора бити тачно, показује учесталост ауторовог коришћења заменица првог лица једнине „ о да сам“ (43-44-45) и „ја“ (46). Ове заменице се појављују седам пута у четвртом делу. Засигурно аутор жели да драматизује атмосферу тако да  се читалац присети ситуација у деловима од један до три. То постиже коришћењем истих слика из претходних делова/одељака и у овом. Док ове слике, као што су "лист", "облак" и "талас", постојали у претходним деловима само заједно са ветром, сада постоје и са аутором. Аутор размишља о томе како је бити један од њих и каже „О да сам“ (43-44-45). Шели се овде поистовећује са ветром иако зна да то не може бити јер је немогуће да се неко одрекне свих ствари које је у животу научио да би ушао у „свет невиности“. Да је Шели врло свестан своје затворености у животу и да свој идентитет поистовећује са својим радом показује стих 53. Ту каже „ко лист,облак ил талас до свог ме дигну крила“. Зна да је ово немогуће постићи, али он не престаје да се моли за то. Једина шанса коју Шели види као начин да испуни своју жељу и да му се услише молитве о поистовећивању са ветром остварује се кроз бол или смрт, јер смрт води до препорода. Зато он каже: „на трњу сам живота, из срца ми крв лије“ (54). На крају дела песник нам говори „то часова је многих спутала груба сила“. Ово може бити референца на године које су прошле и које је „спутала груба сила“, али и на људе који су се борили за слободу а бивали буквално заробљени. Са овим сазнањем западни ветар носи другачије значење. Ветар је приказан као особа која је „дивљачна, горда, чила“ (56) и ветар је онај „ког ништа не савлада“ (47). Још једна ствар коју треба споменути јесте да овај део звучи као нека врста молитве или исповести песника. Ова исповест се не бави Богом и стога звучи веома безлично. Шели  такође мења употребу метафоре у овом делу. У првом делу ветар је био метафора објашњена у целости. Сада су метафоре тек слабо представљене: „на трњу сам живота“ (54). Шели такође изоставља четврти елемент: ватру. У претходном спеву писао је о земљи, ваздуху и води. Читалац сада очекује ватру – али ње нема. То доводи до кварења симетрије.

### Пети део
Поново је ветар веома важан у овом последњем делу. На почетку песме ветар је само био способан да одува лишће са дрвећа. У претходном делу песник је поистоветио себе са лишћем. У овом делу ветар је сада способан да користи обе претходно наведене ствари.
Све што је претходно речено је део елемената – ветра, земље и воде. Сада се појављује и четврти елемент: ватра.
Исто тако, постоји сукоб у овом делу: пошто у 57. стиху Шели пише „да сам твоја“, постоји „ја“ у 62. стиху.
Такође је неопходно поменути да се личне заменице првог лица веома учестало понављају; али посесивна заменица „мој“ преовлађује. Супротно од учестале употребе заменице „ја“ у претходном делу, која је допринела томе да део звучи самосвесно, овај део сада  може звучати самоуверено. Део није више само захтев или молитва као што је био четврти део – он је захтев. Песник постаје ветров инструмент, његова „лира“ (57). Ово је симбол песникове сопствене пасивности према ветру; он постаје његов музичар, а ветров дах постаје његов дах. Песников став према ветру се променио; у првом  делу ветар је био „чаробњак“ (3),а сада је ветар постао „чаролија“ (65).
Постоји још један контраст између последња два дела: у четвртом делу песник је себе изражавао у једнини: „лист“ (43,53), „облак“ (44, 53), „талас“ (45, 53) и „човека теби слична“ (56). У овом највећи страх је био тај да ће оно што је „дивљачно, гордо и чило“ (56) остати „спутано грубо“ (55). Последњи део се разликује од тога. Песник у овом делу користи облике множине, на пример, „моје лишће“ (58, 64), „твојих силних одмерених звукова“ (59), „мисли моје“ (63), „жар, пепео“ (67) и „мојих усана“ (68). Коришћењем множине, песник је у стању да покаже да постији нека врста мира и поноса у његовим речима. Чак се чини као да је редефинисао себе и да је несигурност из претходног дела одувана. „Лишће“ се спаја са лишћем целе шуме и „ће да“ постаје саставни део у целој граји моћних хармонија. Употреба овог „ће да“ (60) засигурно је напомена за будућност. Кроз будуће значење, сама поема не звучи само као нешто што је могло да се деси у прошлости, него чак може бити и врста „пророка“ (68) за оно што може доћи – будућност. 
На крају, Шели поново зове ветар у некој врсти молитве и чак хоће да он буде „његов“ Дух: „постани ја ил' дух мој којим жестина влада!“ (62). Као лишће на дрвећу у шуми, његово лишће ће пасти и иструлити и можда ће ускоро поново цветати када дође пролеће. То може бити разлог зашто се радује пролећу и на крају последњег дела пита „Ветре, када нам зима сва ледена долеће,зар далеко иза ње остаје премалеће?“ (69, 70). Ово је, наравно, реторичко питање зато што пролеће долази након зиме, али „када“ наводи да можда не дође ако је препород јак и довољно обиман, а ако није, нова обнова – пролеће – ионако ће доћи. Према томе, питање има дубље значење и не значи само промену годишњих доба, већ се такође односи на смрт и рођење. Осим тога, указује на то да ће, након борби и животних проблема, увек постојати решење. Питање нам показује оптимистични поглед песника на живот, који би волео да пренесе свету. Питање је песников начин да нам поручи како ће, упркос садашњој патњи, у будућности наступити добра времена. Али, најмоћнији зов ветру су стихови: „Умрле мисли моје протерај врх свемира/к'о свео лист да нова убрзаш рађања рана!“ Шели овде преклиње ветар – или му заправо пева – да одува све његове бескорисне мисли како би песник могао да буде слуга ветру и на тај начин пробуди Земљу.

### Закључак
Ова поема је врло сложен текст о улози песника као извршиоца политичких и моралних промена. Ово је била тема о којој је Шели много писао, нарочито око 1819. године, а чија је снажна верзија артикулисана у познатим завршним реченицама „Одбране поезије“: „Пјесници су духовници неспознатог надахнућа; огледала дивовских сјена које будућност баца на садашњост; ријечи које изражавају оно што они не разумију; трубе које зову у бој те не осјећају оно што надахњују, утјецај који није потакнут него потиче; пјесници су непризнати законодавци света.“ .